# Skelmorlie Parish Church

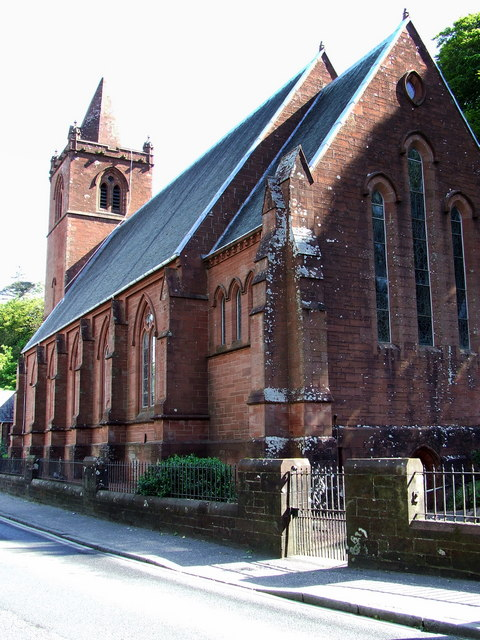
Skelmorlie Parish Church

Die Skelmorlie Parish Church ist ein Kirchengebäude der presbyterianischen Church of Scotland in der schottischen Ortschaft Skelmorlie in der Council Area North Ayrshire. 1980 wurde das Bauwerk in die schottischen Denkmallisten in der Denkmalkategorie B aufgenommen.

## Geschichte
Die Geschichte der Kirche beginnt mit einer Kapelle aus dem Jahre 1856. Zwei Jahre später wurde ein Querhaus hinzugefügt. 1860 wurde Skelmorlie als vollwertiger Parish installiert und das Kirchengebäude zunächst von der Free Church und der United Presbyterian Church of Scotland genutzt. Später wurde das Querhaus zu Gunsten eines Glockenturmes umgebaut. Das heutige Kirchenschiff stammt aus dem Jahre 1895. Es wurde an der gegenüberliegenden Seite der Kapelle an den Glockenturm angebaut. Für den Entwurf zeichnet der Glasgower Architekt John Honeyman verantwortlich.

## Beschreibung
Das neogotische Backsteingebäude liegt an der Shore Road (A78) gegenüber dem Südufer des Firth of Clyde. Fünf Maßwerke sind entlang des Kirchenschiffes gleichmäßig angeordnet. An der Nordseite grenzt ein dreistöckiger Glockenturm an. Ebenerdig befindet sich dort das Eingangsportal mit Spitzbogen und schlichtem Gewände. Zwei getrennte Türen führen in das Gebäudeinnere. Darüber sind zwei Lanzettfenster verbaut. Das Obergeschoss ist mit einem offenen Maßwerk gestaltet. Der Turm schließt mit einem spitzen Helm mit Lukarne ab. Alle Dächer sind mit Schiefer eingedeckt.

## Laterne

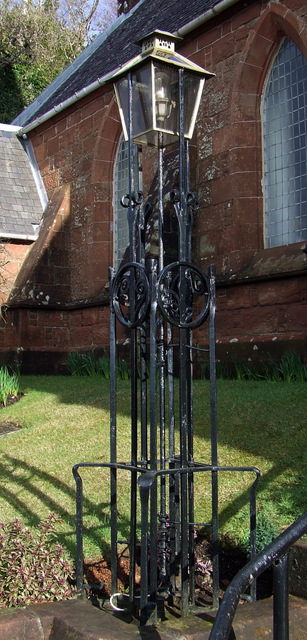
Laterne

Links des Hauptportals befindet sich eine schmiedeeiserne Laterne. Sie ist als Einzeldenkmal der höchsten Denkmalkategorie A klassifiziert. Für die Gestaltung zeichnet Charles Rennie Mackintosh verantwortlich. Die freistehende Laterne wurde um 1895 aufgestellt.